# Lulla
Lulla é uma vila localizada na Hungria, no condado de Somogy. Com uma área de 10,39 km², possui 268 habitantes (2004).